# خروته‌خاست
خروته‌خاست (به هلندی: Grootegast) یک شهرستان در هلند است که در خرونینگن واقع شده‌است. خروته‌خاست ۲ متر بالاتر از سطح دریا واقع شده‌است.